# Anaxipha tripuraensis
Anaxipha tripuraensis är en insektsart som beskrevs av Shishodia och Tandon 1990. Anaxipha tripuraensis ingår i släktet Anaxipha och familjen syrsor. Inga underarter finns listade i Catalogue of Life.